# Parasemia nuda
Parasemia nuda är en fjärilsart som beskrevs av Andreas Bergmann 1953. Parasemia nuda ingår i släktet Parasemia och familjen björnspinnare. Inga underarter finns listade i Catalogue of Life.